# 馬里納城

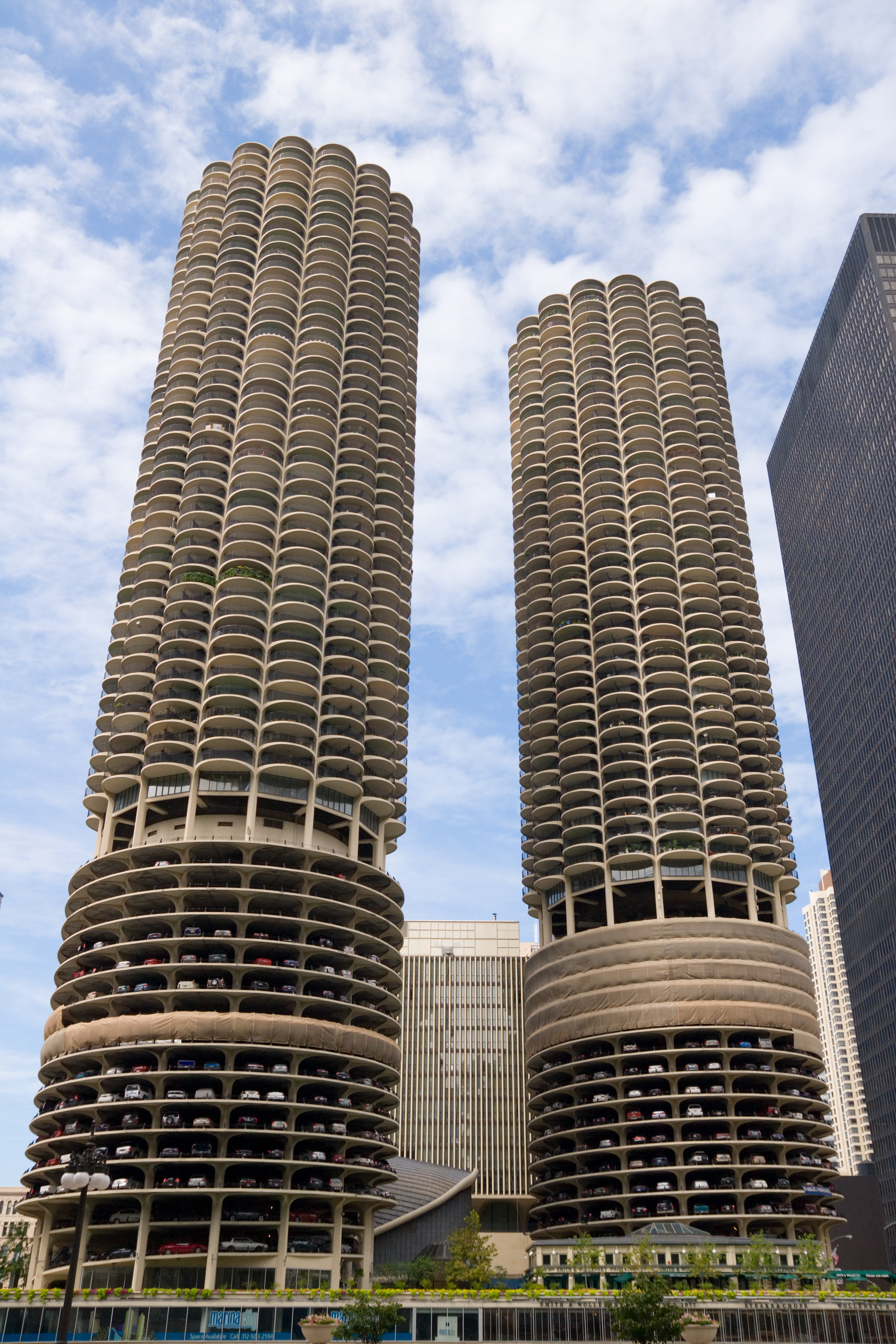
从下往上观察馬利納城

馬利納城（Marina City）為住宅商業混合建築，位於美國伊利諾州芝加哥市的芝加哥河畔北斯戴特大街（State Street）300号。其建築包含兩幢61層、高179米（587英尺）的住宅大樓，以及一個鞍型的礼堂，一個中等高度的飯店建築，均有著懸臂平台，此外还有一个通往芝加哥河的码头。
该建筑群建成于1962年，是当时世界上最高的商用住宅建筑。它由建筑师贝特朗·戈德堡（Bertrand Goldberg）设计，因其酷似玉米棒的独特外形而成为芝加哥市的地标，并大量出现在相关影视作品、宣传画册中。

## 历史
1959年9月14日，馬利納城的建造计划被公布。这是一种在小片区域内安置高密度住宅和自给自足社区的建筑方案。它的外形有助于降低风阻。建筑耗资3600万美元，由建筑工人国际联合会（Building Service Employees International Union）提供资金，贝特朗·戈德堡及其工作室负责设计。1960年11月22日动土开工，地基深度35米，建造时先建起中心的电梯间，同时在其外围扩建车库和住宅。1962年1月9日，大楼住宅向公众开放，10月时才有第一户居民入住。同年11月2日举行了落成仪式。包括银行，大楼设计师的工作室在内的许多公司也开始迁入办公楼内。1968年，随着剧院的最终完工，整个建筑群的建造工作宣告结束。1977年，大楼所有权被转移给馬利納物业公司。

## 结构
整个建筑群由5栋不同的建筑构成，包括一个占地28000平方米的2层购物中心；北面的一个26000平方米的16层办公大楼，其中还有一个13层旅馆；一个名为蓝调之家（House of Blues）的剧院，占地9300平方米。底部有一个通向芝加哥河的码头，可以容纳700艘快艇。地面上还有一个雕塑广场和溜冰场。剩下还有两栋即为外形为玉米棒的主体建筑，高179米，直径32米。东边的那栋为馬利納城1号，西边的为馬利納城2号。他们的总体结构都是一样的，底部19层为开放式停车场，可供450辆汽车停放,服务生会利用单人电梯在楼层间移动，帮助房主停车。第20层为洗衣房和仓库，它上面的32层为没有卧室的经济住宅和一室一厅公寓，经济住宅面积46.5平方米，还有一个16.7平方米的阳台；一室一厅的住宅面积为67.4平方米，拥有一个半阳台也就是25平方米。第53至60层为一室一厅和两室一厅的公寓，两室一厅面积为112平方米，拥有两个半阳台也就是41.8平方米。每层都有16个花瓣似的阳台。每栋楼提供了128套经济房，288套一居室，32套两居室，两栋楼总共可以提供896套住房。所有的这些房子都拥有巨大的落地窗，全套的空调和电暖气，厨房、洗浴设施和部分家具。消费者既可以买下也可以租下房屋。61层是一个开放的屋顶平台，在这里可以观看周围的风景。大楼中心的“玉米芯”为直径10.7米的电梯间，在楼顶上还有4层玉米芯用于安放电梯设备，因此也可以说房屋的总层数为65层。

## 外部連結
- Great Buildings - Marina City （页面存档备份，存于）
- Galinsky - Marina City （页面存档备份，存于）
- Lecture by Goldberg with blueprints and construction photos
- Blog entry about Marina City （页面存档备份，存于）
- Blog written about daily life in Marina City